# Expedición Dijmphna

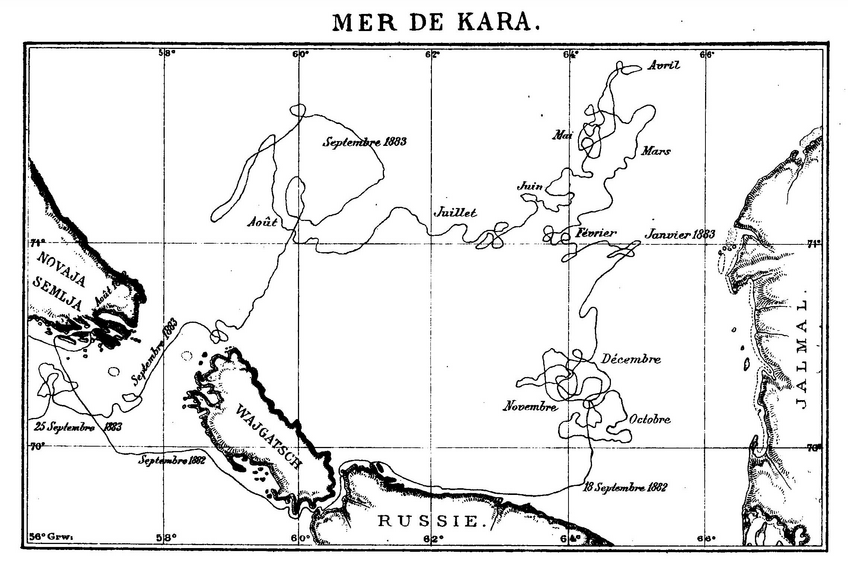
Ruta del Dijmphna en el mar de Kara

La expedición Dijmphna fue una expedición marítima danesa de descubrimiento en el Ártico llevada a cabo en 1882-1883 para explorar los desconocidos límites del noreste del mar de Kara, que también quería encontrar una masa de tierra no descubierta al norte de la península de Taymyr y luego seguir la costa este hacia el Polo Norte. La idea de la existencia de esa tierra fue propuesta por el oficial naval con experiencia en el Ártico Andreas Peter Hovgaard (1853-1910), que dirigió la expedición. La expedición fue una contribución al primer Año Polar Internacional y tenía además como uno de los objetivos unirse a la Expedición Polar neerlandesa dirigida por Maurits Snellen (1840-1907), en el barco polar noruego Varna. Ambas expediciones fracasaron al quedar pronto atrapadas en el hielo en el mar de Kara y quedar a la deriva. El Varna se hundió y su tripulación fue instalada en el Dijmphna, que logró liberarse con el deshielo y regresar por sus propios medios a casa. Los neerlandeses fueron devueltos a casa en un barco enviado a socorrerlos.

## Preparativos

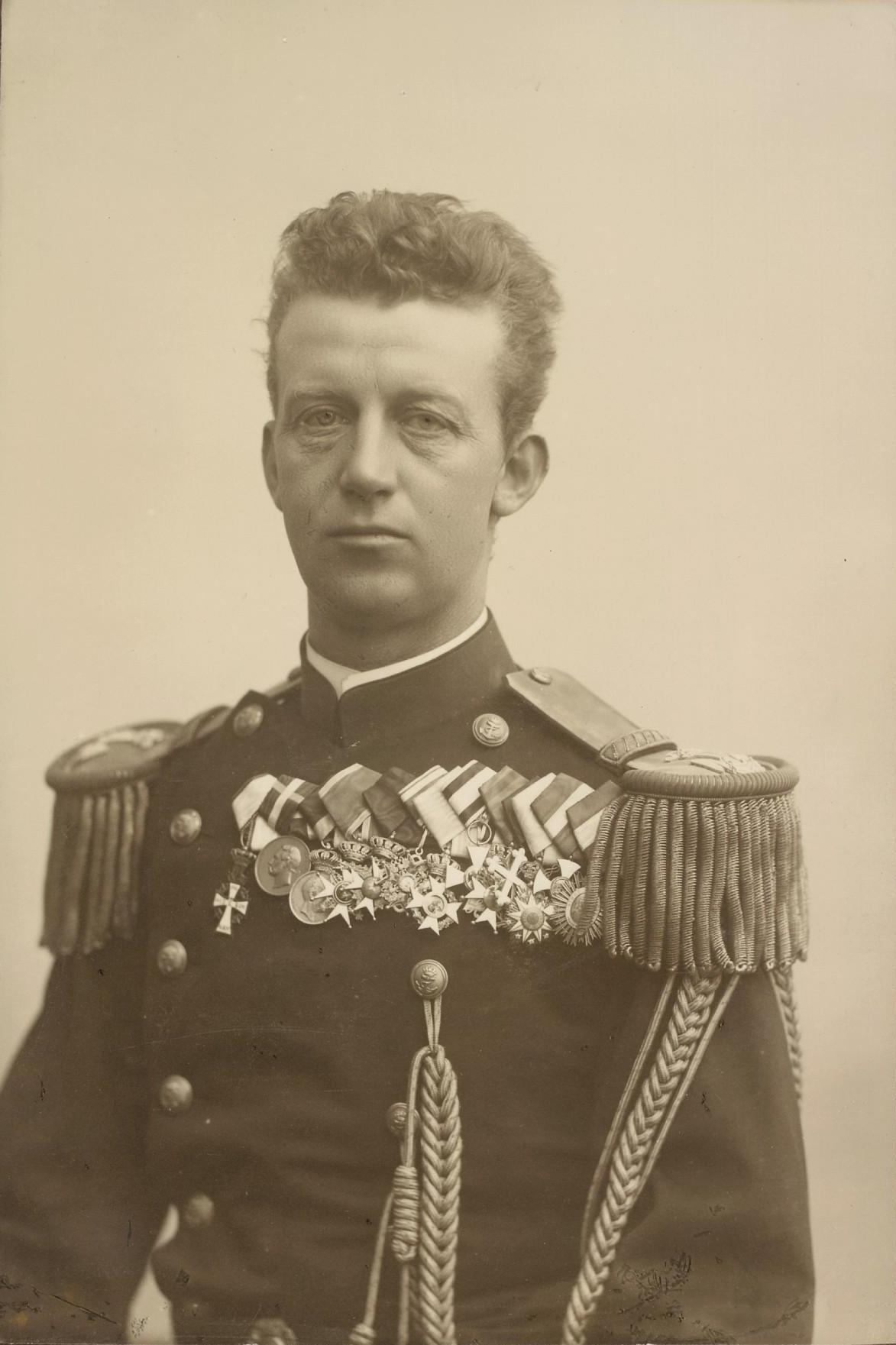
Andreas Peter Hovgaard (ca.1900, antes de 1904)

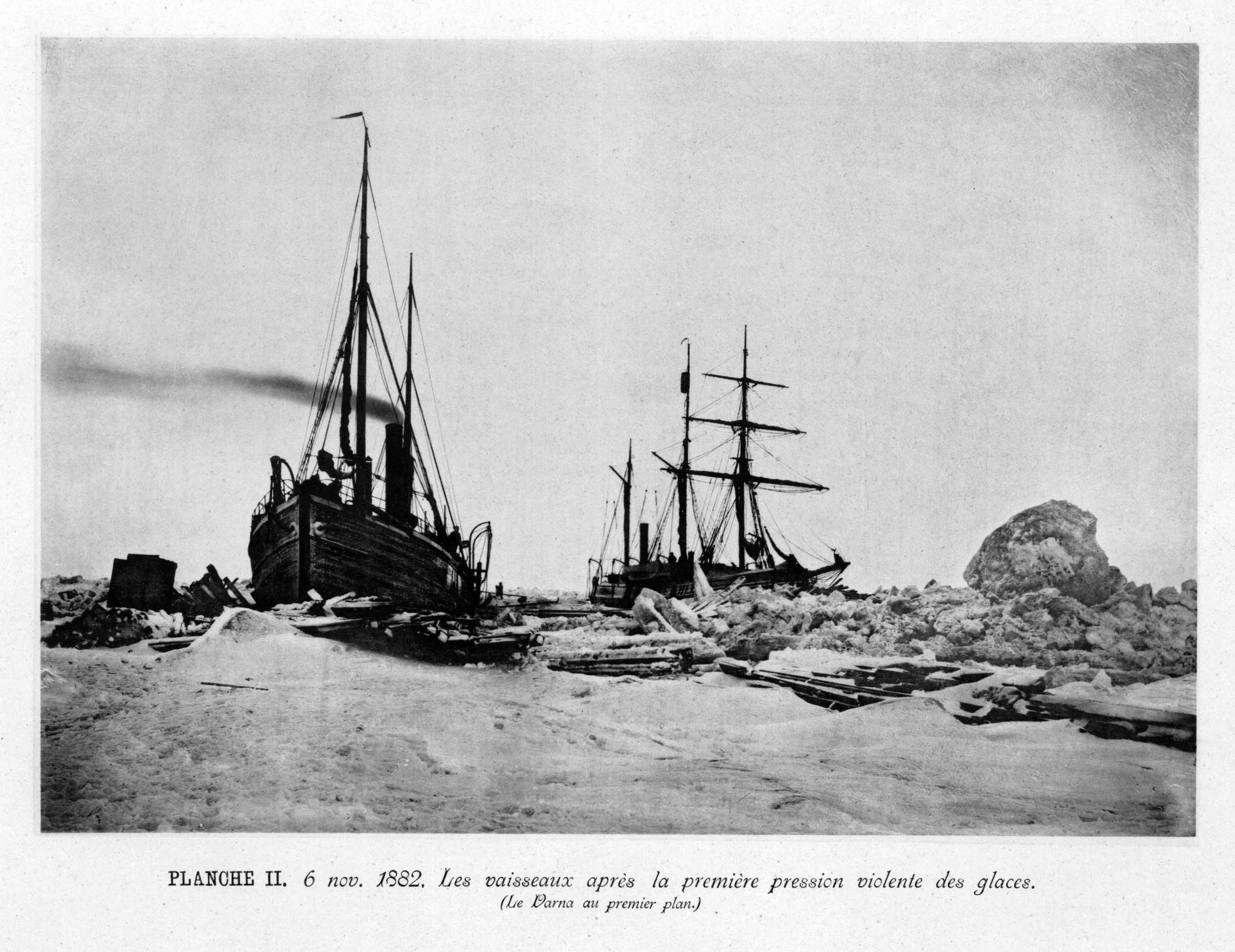
El Dijmphna (al fondo) en el mar de Kara asistiendo al barco de expedición neerlandés Varna

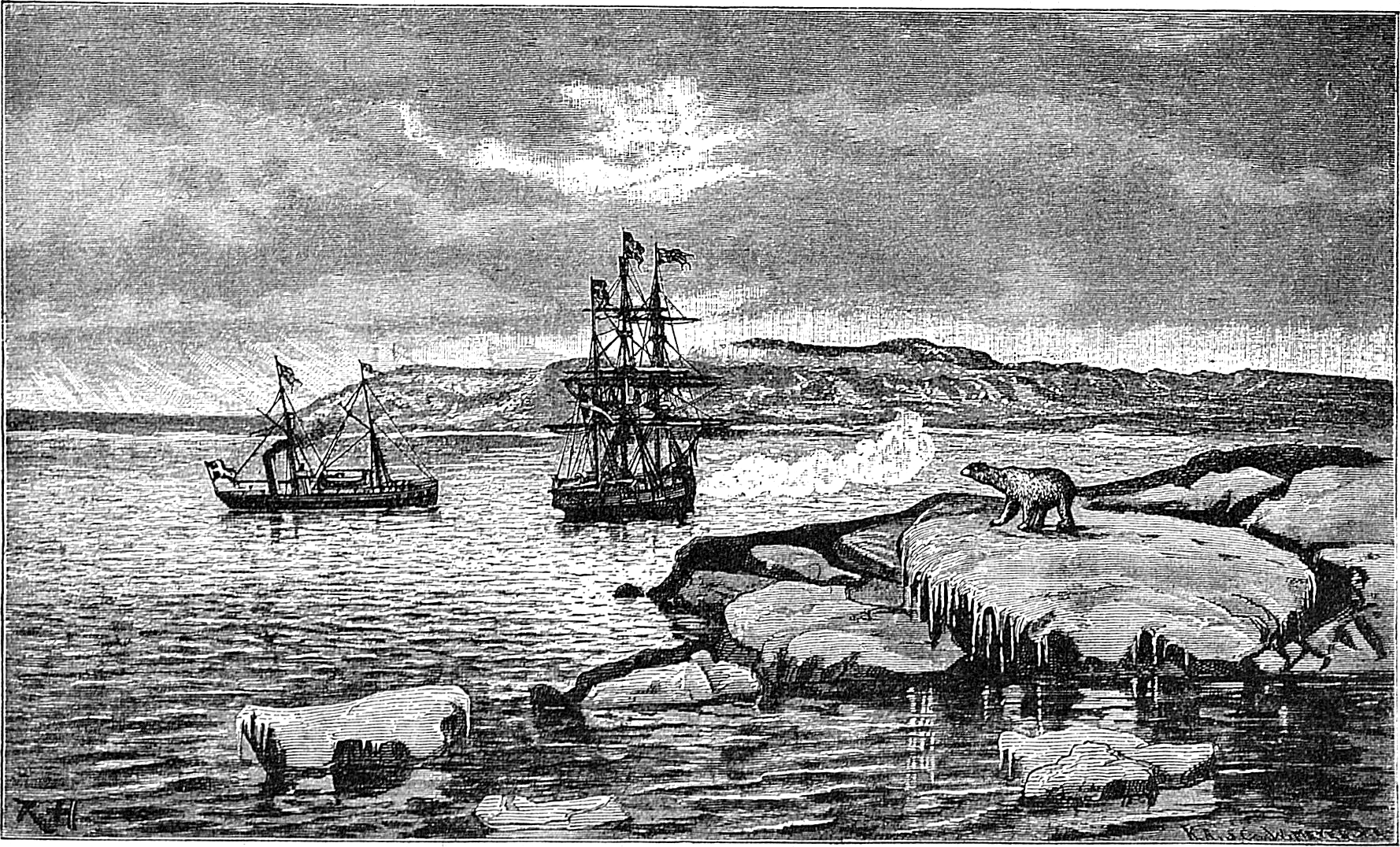
Grabado ruso de 1907 de los vapores Varna (izquierda) y Dijmphna.

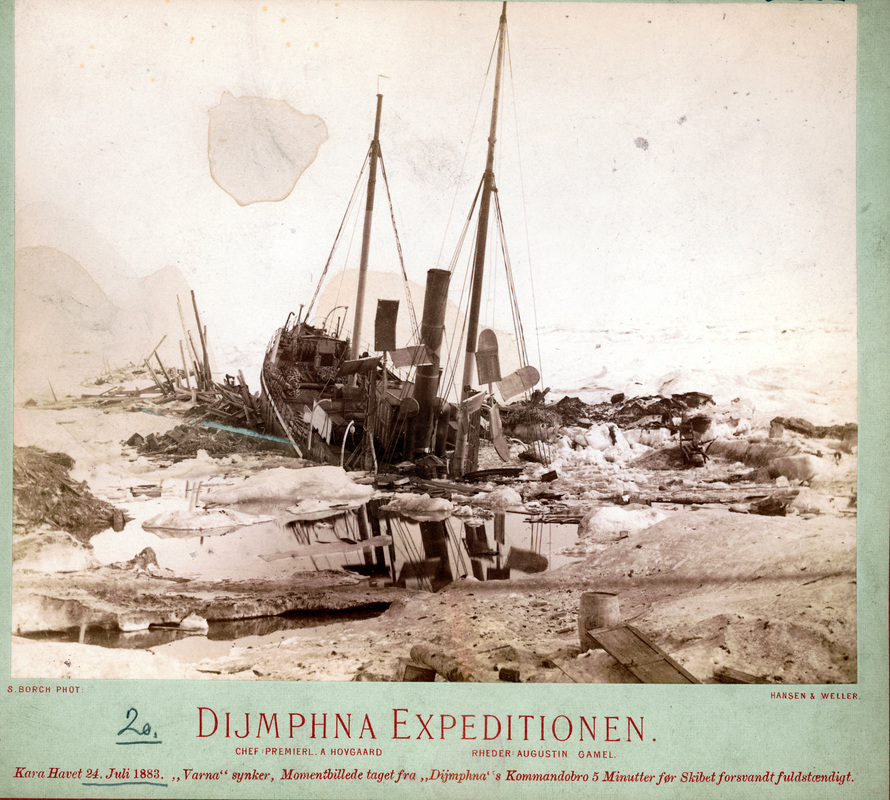
El Varna hundido (las fuentes parecen no estar de acuerdo sobre si ocurrió el 20, 22 o 24 de junio o en julio de 1883)

Hovgaard, siendo un joven teniente, había participado en 1878 en la Expedición Vega de Adolf Erik Nordenskiöld, en la que estuvo a cargo de realizar observaciones meteorológicas y geomagnéticas. Poco después de regresar a Dinamarca publicó su informe Nordenskiölds rejse omkring Asien og Europa sobre la primera expedición ártica que navegó con éxito a través del Paso del Noreste.
Para llevar a cabo la expedición adquirieron el barco Dijmphna, una goleta de vapor de 30 m y 3 mástiles, construida en 1871 en Suecia y llamado Linköping. Durante sus primeros años, el Linköping había navegado como mercante en el mar del Norte y el Báltico, pero fue vendido en 1882 al rico comerciante de café y empresario Antoine Cyrille Frederik Gamél (1839-1904) de Copenhague, quien más tarde también ayudaría a Fridtjof Nansen. El barco pasó a llamarse Dijmphna en memoria de la madre de Gamèl, Maria Dijmphna Verves, fue reforzado para navegar en el hielo y también fue equipado como barco de expedición polar, todo pagado por Gamèl.

## La expedición
El Dijmpna salió de Copenhague el 18 de julio de 1882, con provisiones para 27 meses, y dos semanas más tarde que el Varna hubiera partido de Ámsterdam. El líder de la expedición fue Andreas Peter Hovgaard, con los tenientes Niels Niels Theodor Olsen y Alfred Garde como segundo y tercer oficiales al mando. A bordo también estaba el botánico Theodor Herman Holm.
La expedición navegó a lo largo de la costa de Noruega, a través del mar de Barents y hasta el extremo sur de Nueva Zembla, donde llegó el 7 de agosto de 1882. Se encontró una gran cantidad de hielo a la deriva en el mar de Kara, lo que les impidió seguir avanzando. Se llevaron a cabo estudios botánicos en Nueva Zembla mientras se esperaba que mejoraran las condiciones del hielo. Solo un mes después, el 7 de septiembre, el Dijmphna llegó al mar de Kara. Aquí, la expedición rescató a un cazador ruso, Bibikof, que llevaba atrapado en Nueva Zembla desde hacía dos años. Después de que Bibikof hubiera sido desembarcado en el continente, al sur de la isla Vaygach, el Dijmphna finalmente se puso en contacto con el Varna, que estaba inspeccionando la boca del Yenisei aguas afuera de Dikson. El Varna estaba atrapado en el hielo y, cuando el Dijmphna trató de ayudarle, el propia Dijmphna también quedó atrapado.
Durante el invierno de 1882/83 comenzó una larga deriva en el mar de Kara que impidió que la expedición cumpliera sus objetivos. En la víspera de Navidad de 1882, los movimientos del hielo se volvieron tan violentos que el Varna fue aplastado y la tripulación fue trasladada al Dijmphna para pasar el invierno en el pequeño barco junto con su propia tripulación. El hielo no aflojó el agarre de los barcos antes de mediados de julio de 1883, cuando el Varna finalmente se hundió y el Dijmphna pudo continuar su viaje. Snellen continuó sus estudios, ahora desde pequeñas embarcaciones y trineos, a lo largo de la costa de Nueva Zembla. El 25 de agosto de 1883, Snellen y su tripulación se encontraron con el barco A.E. Nordenskiöld, enviado a buscarlos, y los llevaron de regreso a Hammerfest, donde pudieron enviar un mensaje a Gamél de que el Dijmphna y su tripulación estaban bien. Ese fue el primer signo de vida que se escuchó de Dijmphna en más de un año.
Sin embargo, los problemas para el Dijmphna no habían terminado. El 2 de agosto, el día después de que Snellen abandonara el barco, el eje de la hélice se rompió y el barco quedó nuevamente atascado en el hielo. El hielo no aflojó su agarre hasta el 13 de septiembre, cuando pudieron continuar a vela y ancleó (utilizando un bote para llevar el ancla hacia adelante, soltarla y luego jalar), hasta que finalmente llegaron a Vardø, Noruega a principios de noviembre. Allí pudieron reparar el barco y continuar el viaje de regreso a casa. El Dijmphna hizo una breve visita a Gotemburgo y finalmente llegó a Copenhague el 9 de diciembre de 1883 para recibir una bienvenida real.

## Reconocimientos
El Dijmphna Sound es un sound en el NE de Groenlandia (80°07.0´N 18°00.0´W), que separa la isla Hovgaard y la isla Lynn, y fue nombrada en memoria del Dijmphna por la expedición Danmark 1906-1908.